# Геоморфологічний розподіл земної поверхні
Під геоморфологічним поділом земної поверхні зазвичай розуміють намагання систематично та ієрархічно класифікувати геоморфологічні одиниці (гори, височини, низовини) на основі їх геоморфологічної спорідненості та близькості. Групування споріднених утворень значною мірою керується спільним геологічним минулим, але також враховуються географічні фактори. Як приклад можна навести район Богемського нагір'я. Ця область належить до системи гірських хребтів, формування яких почалося з герцинської складчастості, і тому з геологічного погляду відокремлюється від гір Альпійсько-Гімалайської системи. Подібним чином визначення окремих гірських одиниць є геологічним, або геоморфологічні, а не антропогеографічні, тому ми не розглядаємо Лужицькі гори та Циттауер Гебірґе як дві різні сутності лише тому, що різні назви використовуються для того самого гірського масиву по різні боки чесько-німецького кордону. Все Чеське нагір'я таким чином «перетікає» з Богемії в навколишні країни. З іншого боку, геологи поділяють герцинську область (серед інших) на Молданубікум і Реногерцинікум. Цей кордон також проходить через Чеське нагір'я, де він проявляється на рівні підпровінцій, але не функціонує як безпосередній поділ усієї системи Герцинських гір. Тут застосовуються географічно вмотивовані кордони, точніше антропогеографічні, тому поряд з Богемським нагір'ям ми розрізняємо напр. Середньонімецьке нагір'я, Французьке центральне нагір'я та ін.
Геоморфологи різних країн мають різні погляди на кількість і тип рівнів, на які слід поділити геоморфологічні одиниці країни. Ці системи іноді певною мірою сумісні одна з одною, але ніколи не на 100 %. Отже, ми можемо говорити про фактичний стандартний поділ поверхні Чеської Республіки, ми виявимо, що чеська система розроблена таким чином, що можна розділити всю поверхню Землі відповідно до неї (найвищі одиниці, наприклад, Альпійсько-Гімалайська система, сягає тисячі кілометрів за межі Чехії), але повного поділу земної поверхні за цією системою ми не зустрінемо, оскільки зарубіжні геоморфологи мають свої системи. Навіть поділ, який використовувався в Чехії та Словаччині, спочатку був дещо іншим, перш ніж його уніфікували в другій половині 20 століття.